# Hirics
Hirics je selo na krajnjem jugu Republike Mađarske.
Zauzima površinu od 14,68 km četvornih.

## Zemljopisni položaj
Nalazi se na 45° 49' sjeverne zemljopisne širine i 18° istočne zemljopisne dužine, 2 km sjeverno od Drave i granice s Republikom Hrvatskom. Najbliže naselje u RH je Podravska Moslavina koja se nalazi 2,5 km južno.
Lúzsok je 3 km sjeverozapadno, Vajslovo je 2 km sjevereno, Idvik je 2 km sjeveroistočno, Kisszentmárton je 1,5 km istočno, Vejtiba je 1,5 km, a Piškiba je 3,5 km jugozapadno, dok je Kemša 5 km zapadno.

## Upravna organizacija
Upravno pripada Šeljinskoj mikroregiji u Baranjskoj županiji. Poštanski broj je 7838. 

## Stanovništvo
Hirics ima 267 stanovnika (2001.). Mađari su većina. Romi čine više od petine stanovništva. 3/4 stanovnika su rimokatolici, a oko petine stanovnika su kalvinisti.

## Promet
Nalazi se 3 km jugoistočno od željezničke prometnice Šeljin-Harkanj.

## Vanjske poveznice
- Hirics na fallingrain.com